# 壺溪塾
壺溪塾（こけいじゅく）は、学校法人熊本壺溪塾学園が運営する熊本県熊本市中央区内坪井町を本拠とする予備校。

## 沿革
パンフレットなどでは「日本で二番目に生まれた大学予備校」と称している。
- 1930年（昭和5年）11月8日 - 木庭徳治、高等予備校 壺溪塾を創立。
- 1932年（昭和7年）10月5日 - 私立学校として認可される。
- 1948年（昭和23年）4月1日 - 高校生コースを設置。
- 1960年（昭和35年）3月31日 - 木庭令一塾長就任。
- 1966年（昭和41年）4月1日 - 学校法人熊本壺溪塾学園として認可される。
- 1976年（昭和51年）7月24日 - 専修学校（教員一般課程）として認可される。
- 1979年（昭和54年）11月3日 - 初代塾長、県教育委員会より「熊本県近代文化功労者」として表彰される。
- 1990年（平成2年）10月26日 - 創立60周年記念式典挙行。
- 1994年（平成6年）4月1日 - 公務員専攻科アドレコース（初級）を設置。
- 1996年（平成8年）1月26日 - 公務員専攻科必修マスターコース（上級）を設置。
- 2000年（平成12年）10月26日 - 創立70周年記念式典挙行（メルパルク熊本に於いて）。
- 2001年（平成13年）4月29日 - 塾長木庭令一、平成13年春の叙勲において「勲五等双光旭日章」を受章。
- 2002年（平成14年）4月1日 - 公務員専攻科に2年課程を設置。
- 2004年（平成16年）3月31日 - 木庭順子、塾長就任。
- 2008年（平成20年）1月25日 - 水前寺校舎（鉄筋コンクリート9階）竣工。

## 校舎
- 坪井本校（熊本県熊本市中央区内坪井町5-10）

大学受験科 高卒生コース
公務員専攻科 教員採用コース
- 水前寺校（熊本県熊本市中央区水前寺1-1-1）

大学受験科 高校現役生コース（ジャンプコース）
公務員専攻科 アドレコース（初級公務員）
公務員専攻科 上級マスターコース（上級公務員）

## 授業
- 大学受験科 高卒生コース
  - 授業は、すべて坪井本校にて行われ、4月から始まる。
- 大学受験科 高校現役生コース
  - 授業は、ほとんどが水前寺校にて行われ、1月から始まる。
  - 一部の授業は坪井本校にて行われる（水前寺校から坪井本校行きのシャトルバスが運行される）。
- 公務員専攻科 アドレコース
  - 授業は、すべて水前寺校にて行われ、4月から始まる。
- 公務員専攻科 上級マスターコース
  - 授業は、すべて水前寺校にて行われ、10月から始まる。
- 公務員専攻科 教員採用コース
  - 授業は、すべて坪井本校にて行われ、1月から始まる。

なお「公務員専攻科 アドレコース」を除き、途中編入が可能となっている。

## 在籍経験のある有名人
- 樋口了一
- 幸山政史
- 有田哲平